# فونگزاشتات
شهر فونگزاشتات (به آلمانی: Pfungstadt) در ایالت هسن در کشور آلمان واقع شده‌است.